# Rhacophorus margaritifer
Rhacophorus margaritifer är en groddjursart som först beskrevs av Hermann Schlegel 1837.  Rhacophorus margaritifer ingår i släktet Rhacophorus och familjen trädgrodor. IUCN kategoriserar arten globalt som livskraftig. Inga underarter finns listade i Catalogue of Life.